# Colobopterus erraticus
Colobopterus erraticus is een keversoort uit de familie bladsprietkevers (Scarabaeidae). De wetenschappelijke naam van de soort werd in 1758 als Scarabaeus erraticus gepubliceerd door Carl Linnaeus.